# Ramanagara (huyện)

Vị trí buyện Ramanagara trong bang Karnataka

Ramanagara (tiếng Kannada: ರಾಮನಗರ ಜಿಲ್ಲೆ) là một trong 30 huyện của bang Karnataka ở miền nam Ấn Độ. Thủ phủ của huyện này là thị trấn Ramanagara. Huyện này thuộc vùng Bangalore.

## Lịch sử
Huyện Ramanagara được tác ra từ huyện Bangalore Rural ngày 23 tháng 8 năm 2007, gồm các đô thị (taluk) Channapatna, Kanakapura, Ramanagara và Magadi.

## Địa lý

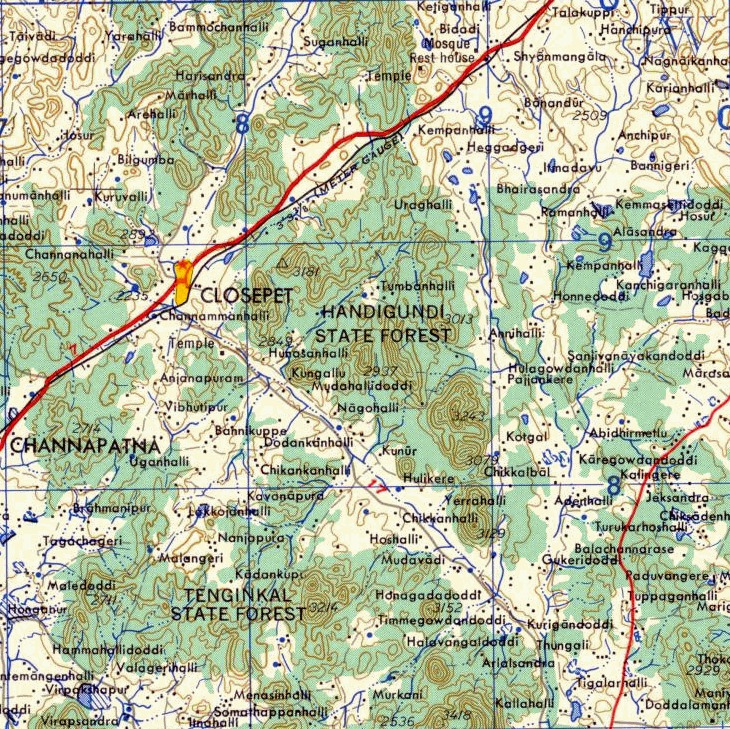
Bản đồ khu vực

Ramanagara nằm cách Bangalore khoảng 50 km về phía tây nam. Nó nằm ở độ cao trung bình 747 met.
Ramanagara nổi tiếng với các điểm lộ đá lớn mà được sử dụng để phục vụ leo núi như Savandurga, Ramadevarabetta, SRS betta và Thenginkalbetta và Channapatna.

## Dân số học
Theo thống kê năm 2011, huyện Ramanagara có dân số 1.082.739 người, gần bằng với dân số của cộng hòa Síp hoặc bang Rhode Island của Hoa Kỳ. Huyện này được xếp hạng thứ 421 ở Ấn Độ (trong số 640 huyện) về dân số. Huyện này có mật độ 303 người/km2. Tốc độ tăng dân số trong giai đoạn 2001-2011 là 5,06%.	Ramanagara có tỉ lệ giới tính là 976 nữ/1000 nam, và tỉ lệ biết chữ là 69,2%.